# Aubazat
Aubazat är en kommun i departementet Haute-Loire i regionen Auvergne-Rhône-Alpes i centrala Frankrike. Kommunen ligger i kantonen Lavoûte-Chilhac som tillhör arrondissementet Brioude. År 2022 hade Aubazat 177 invånare.

## Befolkningsutveckling
Antalet invånare i kommunen Aubazat
| Referens: INSEE |